# HMS Fearless (H67)
HMS «Фіерлес» (H67) (англ. HMS Fearless (H67) — військовий корабель, ескадрений міноносець типу «F» Королівського військово-морського флоту Великої Британії за часів Другої світової війни.

## Історія створення
HMS «Фіерлес» був закладений 17 липня 1933 на верфі компанії Cammell Laird, Беркенгед. 22 грудня 1934 увійшов до складу Королівських ВМС Великої Британії.